# Kiikla
Koordinaten: 59° 17′ N, 27° 14′ O
Kiikla (deutsch Kiekel) ist ein Dorf (estnisch küla) in der Landgemeinde Alutaguse (bis 2017 Mäetaguse). Es liegt im Kreis Ida-Viru im Nordosten Estlands.

## Beschreibung und Geschichte
Das Dorf hat 245 Einwohner (Stand 2006).
Kiikla wurde erstmals 1241 im Liber Census Daniæ urkundlich erwähnt. Wahrscheinlich entstand im Jahr 1601 erstmals ein Herrenhaus.

## August von Kotzebue
Im Jahr 1780 gründete in Kiikla der deutschbaltische Baron Friedrich von Rosen ein Haus- und Amateurtheater. Der Schriftsteller und Dramatiker August von Kotzebue war dort häufiger Gast. In Kiikla lernte Kotzebue seine zukünftige Ehefrau Friederike Juliane Eleonore von Essen kennen. Dort wurde auch Kotzebues Sohn, der spätere russische Generalleutnant und Weltumsegler Moritz von Kotzebue (1789–1861), geboren.
Im Herrenhaus des Barons von Rosen schrieb August von Kotzebue zwei seiner Dramen. Das Theaterstück Der Eremit wurde dort uraufgeführt.
In Kiikla schloss Kotzebue lebenslange Freundschaft mit dem damaligen Hauslehrer des Barons, Friedrich Gustav Arvelius (1753–1806), einem prägenden Volksaufklärer und Schriftsteller seiner Zeit. Arvelius unterstützte später Kotzebues Arbeit beim Liebhaber- und Amateurtheater in Tallinn. In Kiikla schrieb Arvelius, der in Leipzig studiert hatte und ein Anhänger Pestalozzis war, seine beiden wichtigsten estnischsprachigen Werke Üks Kaunis Jutto- ja Õppetuse-Ramat (1782 und 1787) und Ramma Josepi Hädda- ja Abbi-Ramat (1790).
1991 wurde zu Ehren von Friedrich Gustav Arvelius eine Gedenktafel am Herrenhaus von Kiikla eingeweiht.
Während der sowjetischen Besetzung Estlands war in dem Herrenhaus die Verwaltung einer Kolchose untergebracht. Derzeit steht das Gebäude leer.